# Illythia
Illythia este în mitologia greacă zeița nașterilor („moașa divină”), fiica lui Zeus și a Herei, era divinitatea care ajuta femeile la naștere. La porunca mamei sale, Ilithyia le-a făcut pe Alcmena și pe Leto să nască mai târziu decât era termenul potrivit.
Corespondenta sa în mitologia romană este Lucina.